# Долгоруков, Владимир Тимофеевич
Князь Владимир Тимофеевич Долгоруков (1569—1633) — русский военный и государственный деятель, дворянин московский, стольник, воевода и боярин, из княжеского рода Долгоруковы. Отец первой жены царя Михаила Фёдоровича — Марии Владимировны Долгоруковой.
Старший сын окольничего и воеводы князя  Тимофея Ивановича Долгорукова († 1580). Имел братьев: князей боярина Фёдора и Григория Тимофеевичей.

## Биография

### Служба приФёдоре Ивановиче
Службу начал в чине стольника, затем назначен воеводой в Пронск. В 1591 году принял участие в Русско-шведской войне (1590—1595). В 1591 году во главе передового полка отправлен под Нарву «по вестям, как немецкие люди воевали новгородцкие места». Тогда же с ним начал местничать князь П. И. Борятинский, второй воевода передового полка. Во время похода под Гдовом захвачен в плен шведами, но через два года выкуплен и вернулся в Россию. В 1594 году назначен воеводой в новопоставленном городе Койса. В августе 1597 года отправлен воеводой к ногайцам: «пришли ногаи з жеребяты. И царь и великий князь Фёдор Иванович всеа Русии послал к ним воевод князя Володимера Тимофеевича Долгоруково да Ивана Офонасьевича Нащокина», чтобы закупить у кочевников лошадей для конного войска.

### Служба приБорисе Годунове
В мае 1598 года отправлен на охрану лихвинской и слободецкой засек с связи с приближением к южных границам войска крымского хана Гази Герая. В случае необходимости должен был помогать в защите соседних засек — Уляжской и Перемышльской. Дворянин московский, подписался на грамоте по избранию на царство Бориса Годунова (01 августа 1598). В 1600 году находился на воеводстве в Чебоксарах. В 1601 году назначен первым воеводой в северокавказской крепости Койса. В 1605 году на Койсу напали турки, аварцы и лезгины. Воевода, видя численное превосходство противника, сжег крепость, посадил своих воинов на суда и ушел морем в Терский городок.

### Служба приВасилии Шуйском
В 1606 году пожалован царем Василием Шуйским прямо из дворян в бояре за то, что возглавил в Коломне переворот и разбил повстанческие отряды Ивана Болотникова, отступающие из-под Москвы. В 1607 году командовал отрядом стрельцов во время штурма царскими войсками Алексина, занятого болотниковцами. В 1608 году отправлен на воеводство в Коломну. При отражении нападения польско-литовского отряда полковника Александра Лисовского — взят в плен, но через некоторое время отбит в битве у Медвежьего брода русским отрядом во главе с князем А. П. Куракиным.
В июне 1608 года царь Василий, согласно перемирию с польским королём Сигизмундом III Вазой на 3 года и 11 месяцев, стал отпускать всех поляков и литовцев, плененных в ходе майского переворота в Москве в 1606 году. Среди освобожденных был воевода сандомирский Юрий Мнишек со своей семьей и свитой. Царь приказал Долгорукову вместе с тысячным отрядом сопровождать семейство Мнишеков до польской границы (август 1608). Так как было затруднительно ехать прямо на Смоленск, то Мнишеков повезли в Углич, оттуда в Тверь, а из Твери на Белую. Юрий Мнишек смог дать знать Лжедмитрию II в Тушино, что они едут в Польшу, с тем, чтобы их перехватили по дороге. Гетман князь Роман Рожинский выслал из Тушина в погоню польско-русский отряд под командованием полковника Александра Зборовского и князя Рубца-Мосальского. 16 августа тушинцы догнали пленников под деревней Любеницами, недалеко от русско-польской границы, разбили отряд Долгорукова и доставили пленных в Тушино.
На свадьбе царя В.И. Шуйского с княжной Марией Петровной Буйносовой-Ростовской находился у постели, а жена его княжна Мария, сидела за большим столом боярынь.
В 1610 году подавил восстание против Шуйских в Пскове.
В том же 1610 году после отстранения от власти царя Василия, предложил избрать на царство митрополита Филарета Романова. Выступал против избрания королевича Владислава Сигизмундовича. Семибоярщина назначила его наместником в Новгороде, Пскове и Твери. Новгород был уже во власти шведов, а потому Долгоруков, не имевший в своем распоряжении достаточных войск, должен был ограничиться защитой Пскова и Твери против Понтуса Делагарди и выполнил это успешно. Подписался на грамотах Боярской думы в Смоленск к Шеину о сдаче города Сигизмунду III и к Голицыну и Филарету, чтобы ехали в Вильно приглашать королевича Владислава на московское царство (февраль 1611). Подписался на грамоте князя Дмитрия Михайловича Пожарского, посланной из Ярославля, и призывающий обывателей прийти на помощь Москве (07 апреля 1612).

### Служба приМихаиле Фёдоровиче
В 1613 году поддержал избрание на царский престол Михаила Романова. Послан в Нижний Новгород приводить к присяге жителей новоизбранному царю (1613). Назначен наместником казанским. В 1614 году «по ногайским вестям» должен был возглавить оборону в столице от Неглинной до Яузы, за Стретенскими воротами (май 1614). Подписался в числе бояр на грамоте посланной полякам от бояр, извещающей об избрании царём Михаила Фёдоровича и об отвержении королевича Владислава (декабрь 1614). В 1615 году во время отсутствия в Москве царя оставлен вторым по старшинству боярином в столице. В 1615-1617 годах находился на воеводстве в Казани. Исправлял различные дворцовые службы (1619-1625). В 1624 году управлял Судным патриаршим приказом у патриарха Филарета. 
Царь Михаил Фёдорович выбрал в жёны княжну Марию Владимировну Долгорукову, обручена (12 июля 1624). На бракосочетание, князь Владимир Тимофеевич "был в отцово месте", а жена княжна Мария Васильевна, была у постели новобрачных (19 сентября 1624).  Однако после свадьбы царица Мария внезапно заболела и 7 января 1625 года скончалась. Многие считали, что царица была отравлена противниками Долгоруковых. Из-за опасности большой распрей между боярами соправители Филарет и Михаил Романовы не стали проводить следствие.
После смерти дочери потерял прежнее положение при царском дворе, а 19 ноября 1626 года отправлен из Москвы на воеводство в Вологду, где находился до 1629 года. Вернувшись в Москву, огорчённый смертью дочери-царицы, заперся в своем доме, долго оставался в полном одиночестве, покинул все дела и постепенно впал в тихое помешательство. Скончался в Москве, «в полном уединении», приняв перед смертью иночество с именем Павла († 1633).
Владел поместьями и вотчинами в Московском, Дмитровском и Тульском уездах.

## Семья
Женат трижды:
1. Княжна Мария Васильевна урождённая княжна Ноздроватая, дочь князя Василия Петровича Ноздреватого, бывшая в 1-м браке за князем Дмитрием Петровичем Елецким († 1586)).

Дети:
- Мария Владимировна Долгорукова (ок. 1598—1625) —  жена с 1624 года царя Михаила Фёдоровича Романова. По другим предположениям – его дочь от третьего брака[3].

2. № Петровна, урождённая Нащокина, дочь Петра Афанасьевича Нащокина), от брака с которой детей не имел.
3. Княжна Мария (Марфа) Васильевна Барбашина († 1633) —  дочь князя Василия Ивановича Барбашина и Фетиньи Ивановны.
Дети:
- Марфа Владимировна Долгорукова (ок. 1600—1634), жена с 1622 года боярина князя Ивана Ивановича Пуговки Шуйского — брата покойного царя Василия Шуйского.
- Елена Владимировна Долгорукова (ок. 1602—1632 ) — погребена в Покровской Соборной церкви Авраамиева Чухломского монастыря.
- Фетинья Владимировна Долгорукова († 1672), жена князя Юрия Андреевича Сицкого († 1674) — внука Романа Захарьина (см.Критика).

## Критика
Из духовного завещания князя Владимира Тимофеевича и из челобитной его племянника — князя Богдана Фёдоровича Долгорукова, узнаём, что у князя Владимира Тимофеевича, кроме общеупотребительного имени — Владимир, было ещё молитвенное имя — Пётр. Это обстоятельство, вероятно, было причиной того, что в Российской родословной книге П. В. Долгорукова, между сыновьями отца Тимофея Ивановича, показан не только Владимир Тимофей, но и его брат князь Пётр Тимофеевич, что неверно.
Первая жена князя Владимира Тимофеевича была дочь князя Василия Петровича Ноздреватого, а не как показано в Российской родословной книге П. В. Долгорукова, дочь князя Василия Ивановича († 1512), и поэтому его дочь никак не могла стать женой человека родившегося (1569), так как на момент свадьбы её было бы примерно 73 года.
В статье графини Александры Александровны Милорадович «Царица Мария Владимировна» при перечисление лиц участвующих в свадебном поезде, ошибочно указано, что женой Ю. А. Сицкого была дочь князя Владимира Тимофеевича Долгорукова. Ошибка произошла, видимо, благодаря неверным показаниям П. Н. Петрова в его «История русского дворянства» . Жена князя Сицкого, Фетинья Владимировна, на самом деле была дочерью князя Владимира Ивановича Бахтеярова-Ростовского. Она (с 28 декабря 1651), была мамкой царевны Евдокии Алексеевны.